# Careproctus vladibeckeri
Careproctus vladibeckeri és una espècie de peix pertanyent a la família dels lipàrids.

## Hàbitat
És un peix marí i batidemersal que viu entre 2.273 i 2.941 m de fondària.

## Distribució geogràfica
Es troba al mar de Ross i el mar de Weddell.

## Observacions
És inofensiu per als humans.